# 마리킴

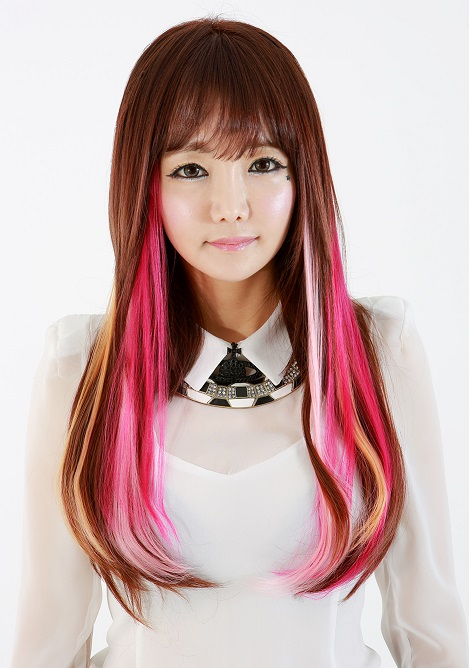
2013 마리킴

마리킴(Mari Kim)은 대한민국, 호주의 미술가이자 패션 브랜드 마리마리의 CEO이다.

## 생애
마리킴은 부산광역시에서 태어났다. 고등학교 졸업 전 그녀는 멜버른으로 이주하였으며, 2004년에는 로열 멜버른 공과대학교 애니메이션 전공 학사를 취득하였고, 2006년에는 같은 학교에서 크리에이티브 미디어 전공 석사를 취득하였다. 2007년부터 대한민국에서 여러 전시를 통해 작품을 선보였고, 2008년 《EYEDOLL》을 출간한다.
그룹 전시와 개인전을 통해 가나 아트 갤러리의 전속 작가가 되었고, 가톨릭대학교 디지털 미디어학부 겸임교수로 재직하였다.
2011년 YG 엔터테인먼트의 그룹 2NE1의 앨범 아트웍과 그들의 뮤직 비디오 〈Hate You〉를 연출하여 대중에게도 큰 인기를 얻었다. 한편 2012년에는 서울문화재단과 잠실 창작 스튜디오와 함께 장애 아동 예술 멘토링 아트 디렉터로 활동했다. 2013년 여성신문과 문화체육부에서가 여성 문화 콘텐츠 제작자에게 수상하는 청강문화상을 수상했다. 한국 화장품 클리오의 다른 브랜드 페리페라와의 콜라보레이션이 큰 사랑을 받아 그림이 더욱 대중적인 인지도를 얻었다. 많은 국내 전시와 기업 콜라보레이션으로 국내에 알려져 있고 해외에서도 계속해서 전시 중이다.
2018년에는 토털 아티스틱 패션 브랜드 마리마리를 런칭했다. 마리킴의 아트웍과 패션감각이 합해져 유니크한 패션브랜드로 탄생한 마리마리는 쇼룸 로메오 파리를 통해 해외 유통된다.

## 전시

#### 개인전
2021
▪ Song for nobody, 가나 아트 한남 갤러리, 서울/한국
▪ 나도 공부가 싫었어, 서울 옥션 갤러리, 서울/한국
2020
▪ Master Piece-Immortal beloved, Gana art gallery, 서울/한국
▪ Immortal beloved, JR gallery, 베를린 / 독일
2019
▪ Immortal beloved, Pontone gallery, 런던/영국

▪Master Piece –Immortal beloved, LA ART SHOW featuring program, 로스앤젤레스/미국
2018
▪Synchronicity –When people meet, JR gallery, 베를린/독일

2017
       ▪Days of Future Past, Pontone Gallery, 타이중, 대만
2016
       ▪La Vie Parisienne, 한불 수교 기념 전시,시몬느 0912 갤러리, 서울, 한국
▪Synchronicity, 2450 Gallery Wynwood, Miami, USA
       ▪Synchronicity, 분도갤러리, 대구, 한국
       ▪Days of Future Past, Pontone Gallery, 런던/ 영국
         ▪Days of Future Past, LA Art show 2016, 로스앤젤레스/미국
       ▪SETI, 학고재갤러리, 서울, 한국

2015
- Romance in the age of Chaos, JR gallery, 베를린/독일
- Forgatten Promises, Hak Go Jae gallery, 상해/중국

2014
- Synchronicity, Shine Artists Gallery, 런던/영국
- Famous Show in Berlin, JR Gallery, 베를린/독일
- Famous Eyedoll show, AP contemporary Gallery, 홍콩.

2013
- Premiere U.S. Solo exhibition of Korea artist Mari Kim, Art Aqua in Art Miami, 마이애미.
- Famous Show in Hong Kong, Houbour City, 홍콩

2012
- Famous Show, 가나아트갤러리, 서울.
- Famous Show 2nd, Opera Gallery, 두바이.
- Fasmous Show 3rd, 가나아트갤러리, 부산.

2011
- Child Play, 텔레비젼12갤러리, 서울.

2009
- EYEDOLL SHOW, LVS갤러리, 서울.

2008
- Sugar Candy Show, 쌈지일러팝갤러리, 서울.

### 단체전
2013
- K Surrogates, Amalgamated Gallery, 뉴욕.
- K collective, Albemarle / Shine Artists Gallery, 런던.

2012
- 페스티벌 오! 광주-미디어아트2012, 5·18민주광장, 광주.
- 만화로 보는 세상전, 소마미술관, 서울.
- My Funny Valentine, 김리아갤러리, 서울.
- Dragon in your room(드래곤 인 유어 룸), 아뜰리에 아키, 서울.

2011
- Black & White, 오페라갤러리, 서울.
- Character Logue, 장흥아트파크, 장흥.
- Fun & Toy, 가나아트갤러리 부산, 부산.
- Clio Box, 인사아트센터, 서울.
- 상상 바이러스, 전남도립미술관, 곡성.
- A Fantastic Place, 표갤러리 사우스, 서울.

2010
- IROBOT, 조선일보미술관, 서울.
- Pop Party, 장흥 아트파크, 장흥.
- 별콜렉션 나우전, 갤러리 현대 K옥션 사옥, 서울 .
- Decem Satisfaction, 갤러리 이배, 부산.
- 한국현대미술의 흐름III - Pop Art전, 김해 문화의전당, 김해 .
- 한국의 역량 있는 작가 50인의 현대미술 탐험전, 경기 문화의전당, 수원.
- Wow~! Funny Pop, 경남도립미술관, 창원.
- Korean Pop Art, Art Seasons Gallery, 싱가폴.

2009
- Korean Neo Pop, 강남역 미디어 폴, 서울.
- Hello Funnism, 신한갤러리, 서울.
- 아름다움이 세상을 치료한다, 쌈지갤러리, 서울.
- 펀한 전시, K&갤러리, 서울.
- 미술이 과학을 만나다, 한국과학기술원 KAIST 갤러리, 서울.
- 한국만화 100주년 기념전, 국립현대미술관, 서울.

## 도서
- 《EYEDOLL》 '마리킴의 기묘한 만화경' 리더스컴 (2008 11월 22일 ISBN 9788995809457)

## 수상 및 후보
- 2013 제6회 올해의문화인상 청강문학상 수상